# 76-os busz (Budapest)
A budapesti 76-os jelzésű autóbusz az Örs vezér tere és a Micsurin út között közlekedett. A vonalat a Budapesti Közlekedési Vállalat üzemeltette.

## Története
A 2-es metró átadásakor, 1970. április 3-án indult 76-os jelzéssel autóbusz az Örs vezér teréről Rákosligetre – akkor még Cinkotán keresztül, mivel a Bökényföldi út még nem készült el. 1970. október 8-ától az újonnan átadott Bökényföldi műúton keresztül érte el Rákosligetet. 1972. április 5-én 176-os jelzéssel indítottak gyorsjáratot, ami az 1977-es átszámozáskor kapta a 76-os jelzést. 1979. január 31-én az alapjáratot megszüntették, csak a gyorsjárat közlekedett a vonalon.

## Útvonala
| Micsurin út felé | Örs vezér tere felé |
| --- | --- |
| Örs vezér tere vá. – Fehér út – Kerepesi út – Veres Péter út – Bökényföldi út – Cinkotai út – Kasztel András út – Ferihegyi út – Ananász utca – Micsurin út vá. | Micsurin út vá. – Micsurin út – Diadal utca – Ároktő út – XVIII. utca – XVII. utca – Gyöngytyúk utca – Cinkotai út – Bökényföldi út – Veres Péter út – Kerepesi út – Fehér út – Örs vezér tere vá. |

## Megállóhelyei
Az átszállási kapcsolatok között az azonos útvonalon közlekedő 76-os gyorsjárat nincsen feltüntetve.
| 0  | Örs vezér tere végállomás                                       | 30 | Gödöllői és csömöri HÉV 31, 32, 32, 44, 44A, 45, 46, 61, 61E, 67, 76, 85, 85A, 85, 100, 130, 131, 132, 133, 144, 145 13, 62 |
| ∫  | Sarkantyú utca                                                  | 28 | 45, 46, 144, 145 |
| 1  | Gépmadár park                                                   | 27 | 45, 46, 144, 145 |
| 2  | Keresztúri út (↓) Szentmihályi út (↑)                           | 26 | Gödöllői és csömöri HÉV 45, 46, 144, 145                                                                                    |
| 3  | Pilisi utca (↓) Egyenes utca (↑)                                | 25 | 44, 44A, 45, 46, 144, 145                                                                                                   |
| 5  | Nagyicce, HÉV állomás                                           | 22 | Gödöllői és csömöri HÉV 45, 46, 144, 145                                                                                    |
| 7  | Lándzsa utca (↓) Thököly út (↑)                                 | 21 | 44, 44A, 45, 46, 144, 145                                                                                                   |
| 9  | Jókai Mór utca (ma: Jókai Mór utca (Rendőrség))                 | 18 | 44, 44A, 45, 92, 145 |
| 10 | Pilóta utca (↓) Corvin utca (↑) (ma: Mátyásföld, repülőtér H)   | 17 | Gödöllői és csömöri HÉV 44, 44A, 45, 92, 145, 192                                                                           |
| 11 | Imre utca (ma: Mátyásföld, Imre utca H)                         | 16 | Gödöllői és csömöri HÉV 45, 92, 145                                                                                         |
| 12 | Bökényföldi út (↓) Veres Péter út (↑)                           | 15 | 45, 92, 145 |
| 13 | Hunyadvár utca                                                  | 15 | 45 |
| 14 | Újszász utca                                                    | 14 | 45, 46, 192 |
| 15 | Nebántsvirág utca (↓) Petőfi tér (↑)                            | 13 | |
| 16 | Zsemlékes út                                                    | 12 | |
| 17 | EGIS Gyógyszergyár                                              | 11 | |
| 18 | Injekció üzem                                                   | 10 | |
| 19 | Cinkotai autóbusz üzemegység (ma: Cinkotai autóbuszgarázs)      | 9  | 192 |
| 20 | Hungarocamion (ma: Vidor utca)                                  | 8  | 192 |
| 21 | Gyöngytyúk utca (Egyesült Vegyiművek) (↓) Cinkotai út (↑)       | 7  | 80, 192 |
| 22 | Kasztel András út (Rákoskeresztúr, MÁV-állomás) (ma: Liget sor) | ∫  | 80, 192 Rákoskeresztúr |
| 23 | Liszt Ferenc utca                                               | ∫  | |
| ∫  | Tarack utca                                                     | 5  | 180, 192, 198 |
| 24 | Rákosliget, MÁV-állomás (ma: Rákosliget vasútállomás)           | ∫  | 80, 192, 198 Rákosliget |
| 25 | Hősök tere                                                      | ∫  | 80, 192, 198 |
| 26 | XX. utca (↓) XVII. utca (↑)                                     | 4  | 80, 192, 198 |
| 27 | Ananász utca                                                    | ∫  | 198 |
| ∫  | Ároktő út                                                       | 3  | 198 |
| ∫  | Bártfai utca                                                    | 2  | 198 |
| 28 | Bártfai utca                                                    | ∫  | 198 |
| ∫  | Diadal utca                                                     | 1  | 198 |
| 29 | Micsurin út (ma: Rákoscsaba-Újtelep, Naplás út) végállomás      | 0  | 198 |